# Calliergonella
Calliergonella (Spydmos) er en lille slægt af mosser med to arter.
I Danmark findes fra denne slægt arten Spids Spydmos (Calliergonella cuspidata).
Navnet Calliergonella er diminutiv af Calliergon, der betyder 'et smukt værk', dvs. 'et smukt mos' (af græsk kallos 'skønhed' og ergon 'værk' eller 'arbejde')
.